# Jardins de Borboletas de Victoria

Os Jardins de Borboletas de Victoria (Victoria Butterfly Gardens) localizam-se na Grande Victoria e é uma das mais populares atracções turísticas na área metropolitana de Victoria, Colúmbia Britânica, Canadá. Os jardins são conhecidos por ter variadas espécies de borboletas e traças (35, mais exactamente), assim como diferentes espécies de peixes e aves. Os jardins abrem diariamente, excepto durante os meses de novembro, dezembro e janeiro, porque não tem temperatura e luz solar suficiente para manter as borboletas vivas.
As borboletas e traças voam, comem e poem ovos livremente dentro do interior do edifício. Os visitantes podem ver a janela da enfermaria e observar as borboletas a emergir das crisálidas.
As plantas do jardim são conhecidas por "host plants" e "food plants". As "host plants" são usadas pelas borboletas para porem ovos, fora da janela da enfermaria. As "food plants" são a comida das borboletas, após terem emergido das crisálidas. As borboletas também são alimentadas pelos empregados dos jardins.